# Olli Mustonen
Olli Mustonen (* 7. Juni 1967 in Helsinki) ist ein finnischer Pianist, Dirigent und Komponist.

## Leben
Olli Mustonen erhielt im Alter von fünf Jahren Cembalo-, mit sieben Jahren Klavierunterricht bei Ralf Gothóni und ab 1975 Kompositionsunterricht bei Einojuhani Rautavaara. Er bildete sich  zum Dirigenten weiter und studierte bei Eero Heinonen, um Konzertpianist zu werden.  1984 gewann er den zweiten Platz beim Wettbewerb junger Solisten (Eurovision Young Musicians) in Genf und gab erste Konzerte mit verschiedenen finnischen Orchestern. Ab 1989 übernahm er Aufgaben im finnischen Musikleben: als künstlerischer Leiter des Korsholmer Musik-Festivals und des Turku Music-Festivals (1990–1992), als Mitbegründer und Leiter des Helsinki Festival Orchestra und ab 2003 als Dirigent des Kammerorchesters Tapiola Sinfonietta.
Als Pianist konzertierte Mustonen unter anderen mit dem London Symphony Orchestra, dem Concertgebouw-Orchester, dem Chicago Symphony Orchestra, den Berliner Philharmonikern und den Dirigenten Wladimir Dawidowitsch Aschkenasi, Daniel Barenboim, Kent Nagano, Nikolaus Harnoncourt, Charles Dutoit, Myung-whun Chung, Christoph Eschenbach, Pierre Boulez. 1999 brachte Mustonen mit Esa-Pekka Salonen und dem Los Angeles Philharmonic Orchestra das ihm gewidmete 5. Klavierkonzert von Rodion Schtschedrin zur Uraufführung. 2005 war er als Komponist und Interpret »Artist in Residence« beim Usedomer Musikfestival.

## Werk
Die Vielseitigkeit als Pianist, Dirigent und Komponist macht Mustonen zu einer Ausnahmeerscheinung im Musikleben.
Seine expressiven Interpretationen zeichnen sich durch heftige Ausbrüche und empfindsame Verhaltenheit aus. Seine abseits vom etablierten Kanon liegenden Einspielungen gelten als Meilensteine der Interpretationsgeschichte.
Als Dirigent hat er viele Weltklasse-Orchester geleitet und das Helsinki Festival Orchestra gegründet.
Der Komponist Mustonen ist mit eigener zeitgenössischer Musik und mit Adaptionen älterer Werke hervorgetreten, wobei er kontrapunktisch-verwobene Kompositionen und Werke des 20. Jahrhunderts sowie Ideen des 17. und 18. Jahrhunderts aufgreift.

## Preise und Auszeichnungen
- Für die Einspielung der 24 Präludien und Fugen von Dmitri Schostakowitsch und den 25 Präludien von Charles-Valentin Alkan erhielt Mustonen 1992 den Edison Award und den Gramophone Award für die beste Instrumentalaufnahme. Im Jahr 2019 wurde ihm der Paul-Hindemith-Preis der Stadt Hanau verliehen.[1]

## Aufnahmen
- Diverse Klavier-Variationen von Olli Mustonen und Ludwig van Beethoven (Komponist) von Decca (Universal) (Audio-CD – 1993)

- Konzert-Transkriptonen für Klavier von Mustonen, Dkp, J.S. Bach (Komponist), und l.V. Beethoven von Decca (Universal) (Audio-CD – 1994)

- Klavierkonzerte 1/a-Moll Op.16 von O. Mustonen, Blomstedt, Sfso, und F. Chopin (Komponist) von Decca (Universal) (Audio-CD – 1995)

- Variationen, Tänze & Bagatellen von Ludwig van Beethoven, op. 105, WoO 11, WoO 77, op. 51 Nr. 1, WoO 68, WoO 82, WoO 83, op. 126, WoO 61 von Decca (Audio-CD – 1995)

- Präludien und Fugen von Bach und Schostakowitsch von Olli Mustonen und Johann Sebastian Bach (Komponist) von Rca Red S. (Sony BMG) (Audio-CD – 1999)

- Sonate Op. 109 / Variationen über Volksweisen Op. 107 [UK-Import] von Olli Mustonen und Ludwig Van Beethoven (Komponist) von Rca Red S. (Sony BMG) (Audio-CD – 2000)
- Triple Concerto/Petite Suite/N von Kuusisto, Tapiola Sinf., Muston., und Olli Mustonen (Komponist) von Ode (Note 1) (Audio-CD – 2001)
- Präludien und Fugen aus Wtk I von Olli Mustonen, Bach (Komponist), und Schostakowitsch von Ode (Note 1) (Audio-CD – 2004)

## Kompositionen
Eine vollständige Liste findet man auf dem externen Weblink des Finnischen Musikinformationszentrums.
- Divertimento (1979) für Klavier und Orchester
- Fantasia (1985) für Klavier und Streicher
- Toccata (1989) für Klavier, Streicherquartet und Kontrabass
- Two Nonets (1995, 2000) für zwei Streicherquartets und Kontrabass
- Concerto für Drei Violinen (1998)
- Sinuhe - Sonate für Solo Oboe (2005–2006)
- Jehkin Iivana - Sonate für Gitarre (2004) oder Klavier (2006)
- Sonate für Cello und Klavier (2006)